# Hemmingsmarkån
De Hemmingsmarkån of Hemmingsån is een rivier in Zweden, in de gemeente Piteå. De Hemmingsmarkån stroomt naar het zuidoosten en stroomt bij Hemmingsmark het Hemträsket in.
Hemmingsmarkån → meer Hemträsket →  Jävreån → Botnische Golf